# Bandera de Begues
La bandera oficial de Begues té la descripció següent:
Bandera apaïsada, de proporcions dos d'alt per tres de llarg, bicolor vertical blanc i vermell, amb l'arbre arrencat verd clar de l'escut, d'alçària 11/14 de la del drap i amplària 9/21 de la llargària del mateix drap, sobreposat al centre; i amb els dos marcs negres del mateix escut, cadascun de diàmetre 1/14 de la llargària del drap, centrats en relació amb les vores superior i inferior i posats un a 1/6 de la vora de l'asta i l'altre a la mateixa distància de la del vol.

## Història
L'Ajuntament va iniciar l'expedient d'adopció de la bandera el 3 d'octubre de 2012, i aquesta va ser aprovada el 23 de desembre de 2016, i publicada en el DOGC núm. 7286 el 13 de gener del 2017.
La bandera està basada en l'escut heràldic de la localitat, amb la incorporació de l'arbre de verd clar i els marcs de negre en un fons bicolor blanc i vermell.